# Santander UK
Santander UK plc é uma instituição bancária britânica, totalmente detida pelo grupo espanhol Santander. O Santander UK plc gerencia seus assuntos de forma autônoma, com sua própria equipe de gestão local, responsável exclusivamente pelo seu desempenho.
Santander UK é uma das principais empresas de serviços financeiros pessoais no Reino Unido e um dos maiores provedores de hipotecas e poupanças no país. O banco possui cerca de 20.000 funcionários, 14 milhões de clientes ativos e 64 centros de negócios corporativos.
O banco, com sua sede em 2 Triton Square, Regent's Place, Londres, NW1 3AN, Reino Unido, foi estabelecido em 11 de janeiro de 2010, quando a Abbey National plc foi combinada com o negócio de poupança e filiais do Bradford & Bingley plc e renomeado como Santander UK plc. Em maio de 2010, a Alliance & Leicester plc fundiu-se com o negócio renomeado.
Em uma pesquisa do moneysavingexpert.com realizada em março de 2020, a satisfação dos clientes com o nível de serviço ao cliente classificou o Santander em segundo lugar entre os principais bancos de rua no Reino Unido.
Em outubro de 2011, a Moody's rebaixou a classificação de crédito de doze instituições financeiras no Reino Unido, incluindo o Santander UK, culpando a fraqueza financeira. Em junho de 2012, a Moody's classificou o Santander UK como estando em uma posição financeiramente mais saudável do que sua empresa-mãe, o Banco Santander. Menos de 1% dos negócios do Santander UK são realizados no exterior.

## História

### Estabelecimentos

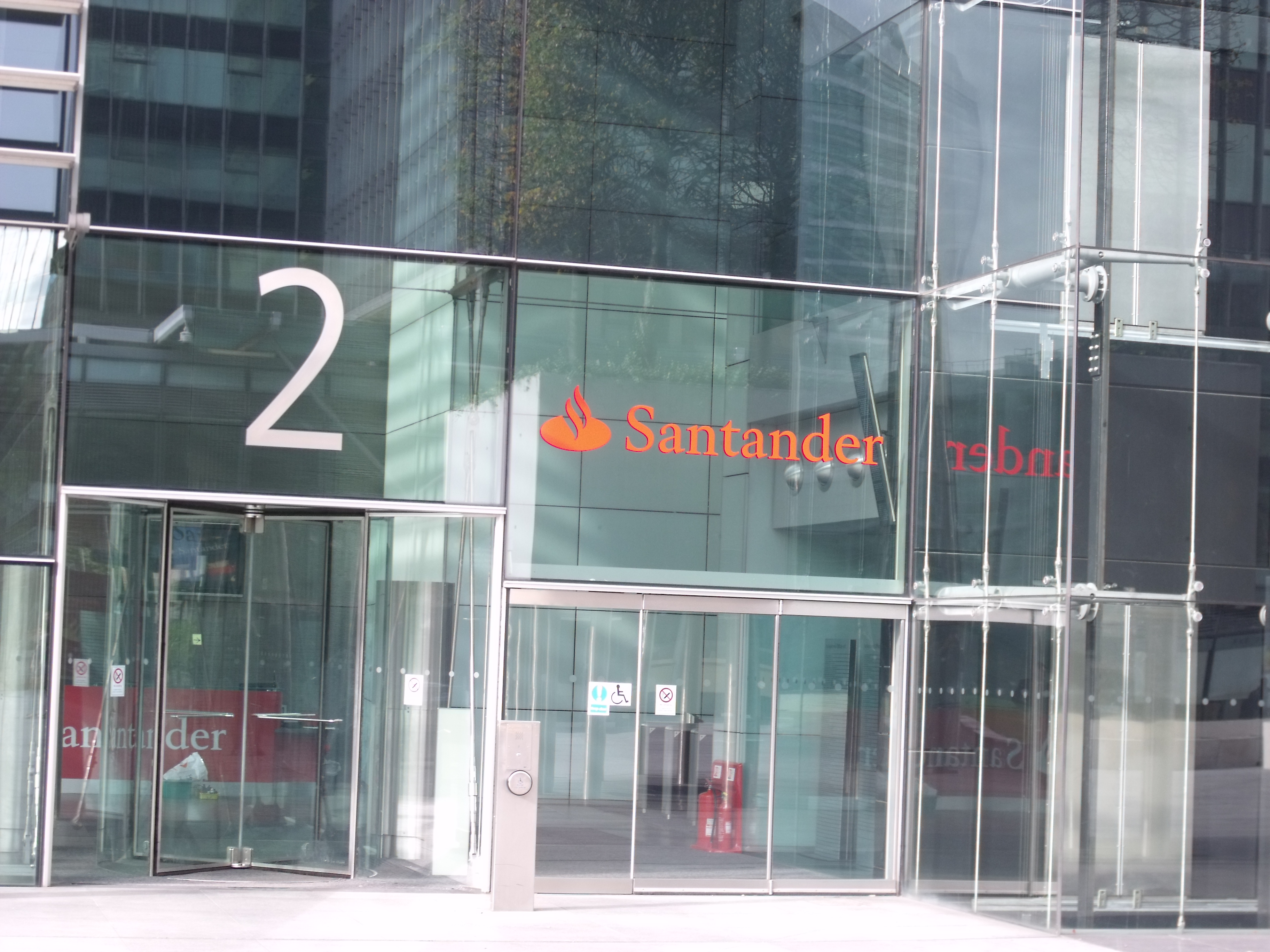
Sede do Santander UK, Triton Square, Londres

O banco tem suas origens em três empresas constituintes: Abbey National, Alliance & Leicester e Bradford & Bingley, todas antigas sociedades mútuas de construção (building societies).
A Abbey National, que operava como Abbey, foi adquirida pelo Grupo Santander em julho de 2004 por £9 bilhões. Em meados de setembro de 2008, o Santander comprou a Alliance & Leicester, seguido pelas agências e negócios de poupança do Bradford & Bingley, que havia sido nacionalizado pelo governo britânico durante a crise bancária de 2008.
Abbey National e o negócio de poupança e agências do Bradford & Bingley foram rebrandeados como Santander em 11 de janeiro de 2010, e a Abbey National plc foi renomeada como Santander UK plc. O piloto da Fórmula 1, Lewis Hamilton, apresentou no centro de Londres a primeira agência do Santander com a nova marca.
Naquele dia, mais trezentas agências do Abbey e Bradford & Bingley em Londres e no sudeste da Inglaterra foram rebrandeadas, e as agências nas demais regiões do Reino Unido foram seguidas até o final do mês, totalizando 1.045 agências do Santander. A Alliance & Leicester plc foi fundida com o banco em 28 de maio de 2010 e teve sua marca alterada até o final do ano.
O banco manteve a sede em Londres da Abbey National e renomeou outros prédios regionais com o seu próprio nome. Inicialmente, o nome Abbey foi mantido para a Abbey International (agora Santander Private Banking) e Abbey for Intermediaries (agora Santander for Intermediaries), a divisão do banco que oferece hipotecas com a marca Abbey, fornecidas pela Santander UK plc.
As divisões de caridade da Abbey, Bradford & Bingley e Alliance & Leicester foram reunidas para formar a Fundação Santander.

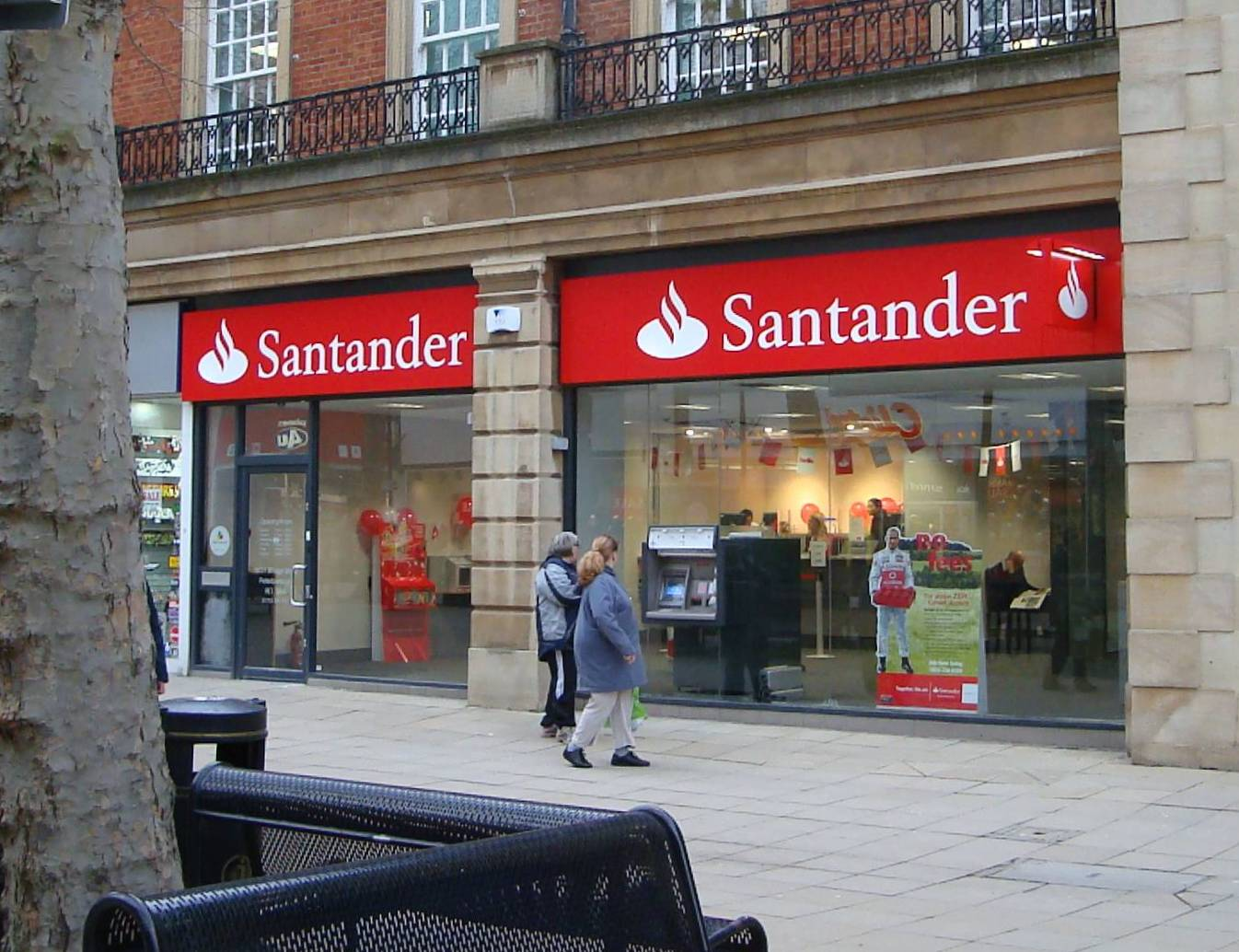
Uma agência renomeada do Santander em Peterborough.

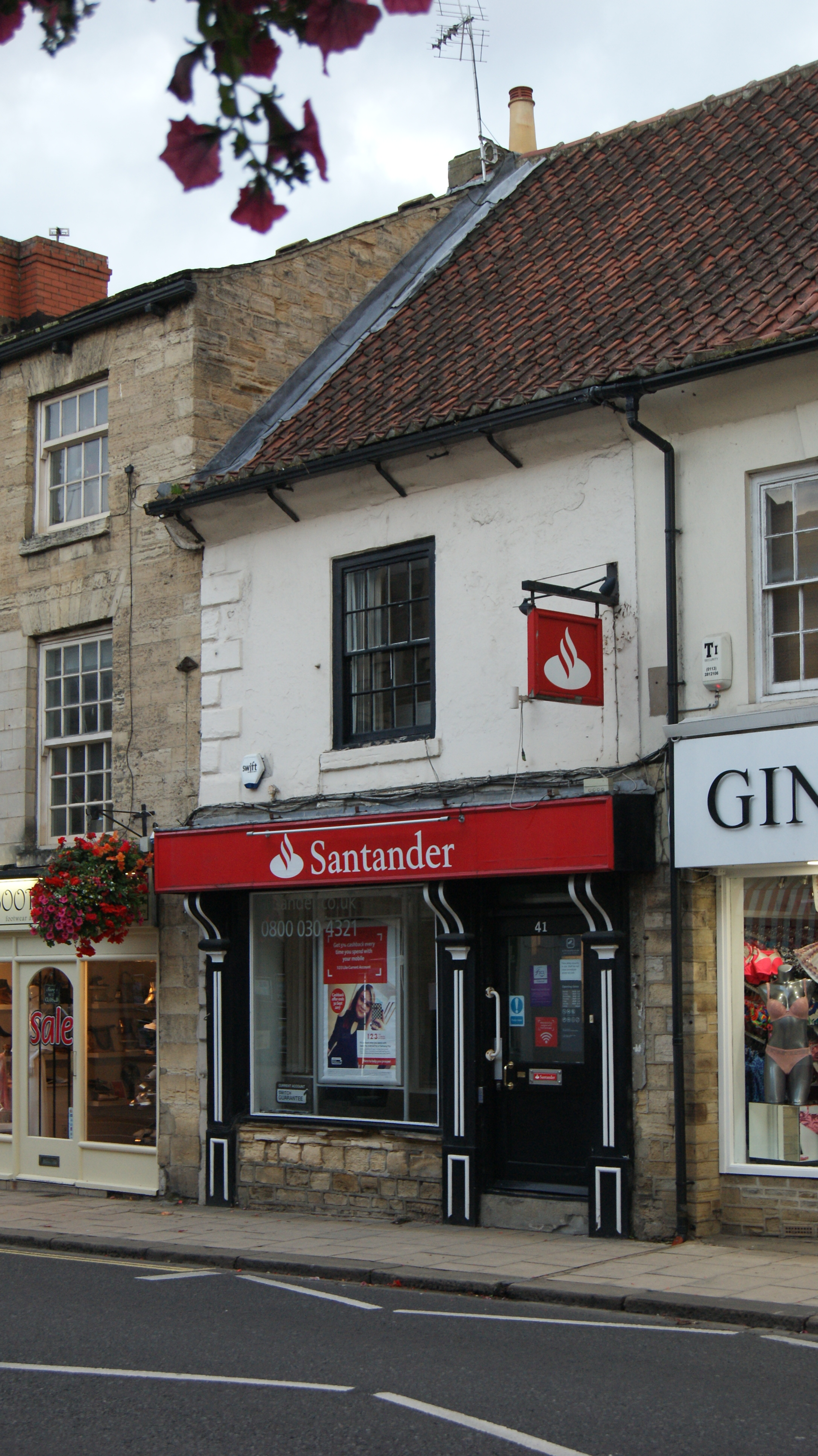
Uma agência do Santander em Wetherby, West Yorkshire, substituindo as agências anteriores do Abbey National e Bradford and Bingley da cidade.

Devido à fusão tripla, o Santander ficou em uma posição incomum de ter mais de uma agência em muitas ruas comerciais britânicas. Por exemplo, na Northumberland Street, em Newcastle upon Tyne, havia três agências, que antes eram respectivamente do Abbey, Alliance & Leicester e Bradford & Bingley.
O centro da cidade de Plymouth tinha quatro agências dentro de trezentos metros, sendo que duas delas estavam uma ao lado da outra. Até dezembro de 2019, Shrewsbury tinha duas agências do Santander no centro da cidade. Em março de 2012, o banco começou a reduzir o número de agências duplicadas, identificando 56 que seriam fechadas. Os funcionários das agências selecionadas para fechamento foram realocados para outras agências próximas.
O Alliance & Leicester Commercial Bank foi fundido na divisão de negócios do Santander, chamada Santander Corporate Banking, em julho de 2009.

### Nos últimos anos
Em 9 de março de 2010, o Santander vendeu o negócio de investimento e gestão de ativos James Hay para o IFG Group por £35 milhões. Mais tarde, foi confirmado em 4 de agosto que o Santander pretendia comprar as agências do The Royal Bank of Scotland na Inglaterra e no País de Gales, e as agências do NatWest na Escócia, como parte de um processo de desinvestimento do negócio pelo The Royal Bank of Scotland Group. O acordo foi cancelado em 12 de outubro de 2012.
Santander tem sido frequentemente classificado como o pior banco em termos de atendimento ao cliente no Reino Unido, embora até julho de 2011, tenha buscado melhorias, notadamente trazendo de volta as operações de call center para o Reino Unido, que anteriormente estavam sendo realizadas na Índia. Em 2011, o banco reservou £538 milhões para cobrir reclamações de clientes relacionadas à venda inadequada do seguro de proteção ao pagamento (PPI - Payment Protection Insurance).[carece de fontes?]
Em dezembro de 2012, o Santander chegou a um acordo para vender o seu negócio de cartões de loja, que inclui cartões de marca emitidos para retalhistas, incluindo Topshop, Casa de Fraser e Debenhams, para Crédito SAV. A venda foi concluída em 13 de maio de 2013, porém o Santander continuou a prestar serviços para as contas em nome da SAV Credit até 1º de abril de 2014.
Em 2014, o banco considerou uma oferta pública inicial (IPO), que se esperava ser concluída dentro de dois anos.[carece de fontes?] Em novembro de 2014, o diretor executivo do Grupo Santander afirmou que uma oferta pública inicial (IPO) não seria realizada até que as condições de mercado melhorassem. Essa visão foi repetida em julho de 2015.
Em janeiro de 2019, o banco anunciou planos para fechar 140 agências ao longo do ano, reduzindo o tamanho de sua rede de agências para 614. Em março de 2021, o banco anunciou que pretendia fechar mais 111 agências no Reino Unido até agosto de 2021.
Entre 2021 e 2022, a maioria da administração de back office do banco foi terceirizada para a Genpact, na Índia.

## Serviços

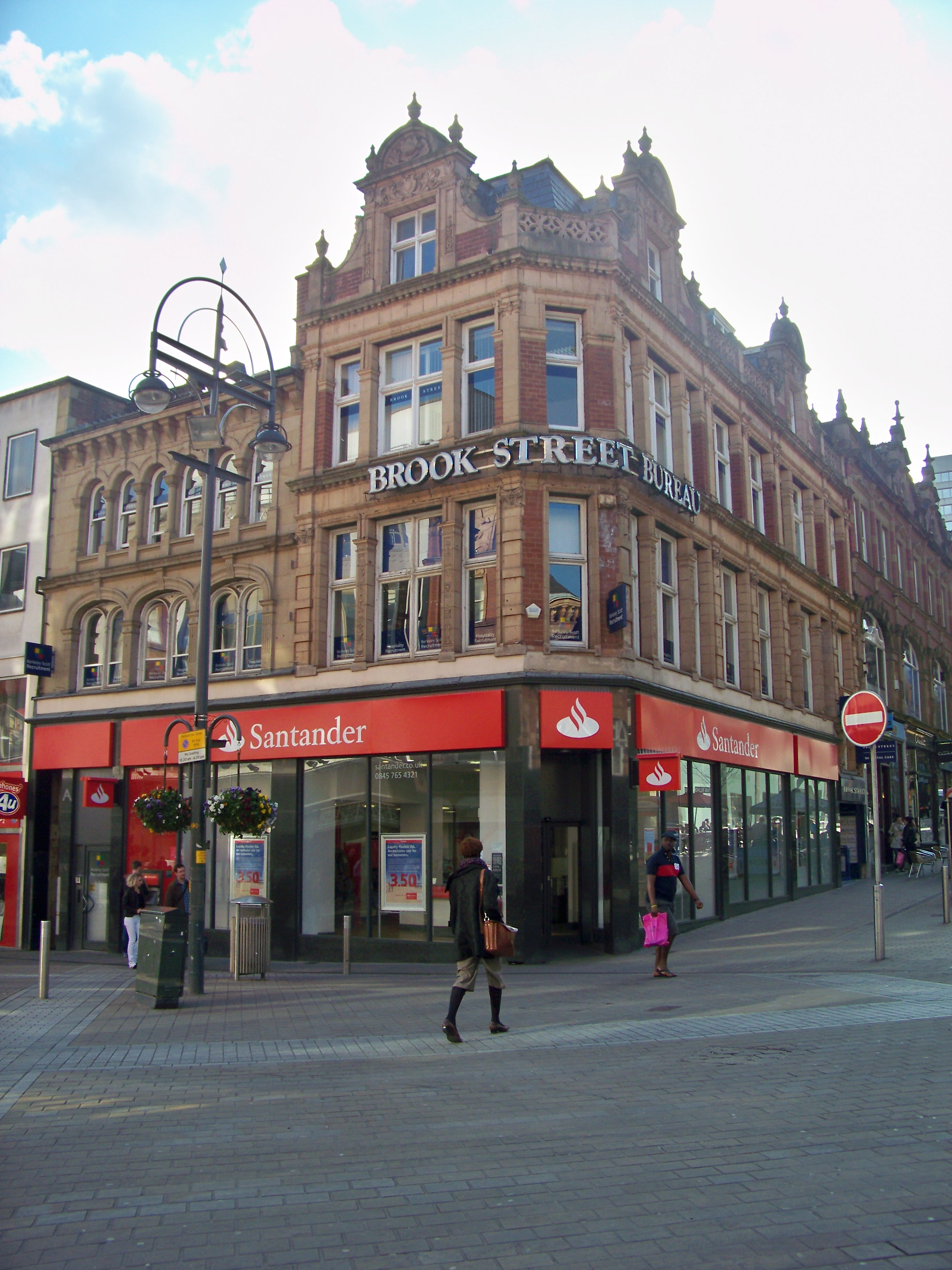
Uma agência do Santander na Briggate, em Leeds.

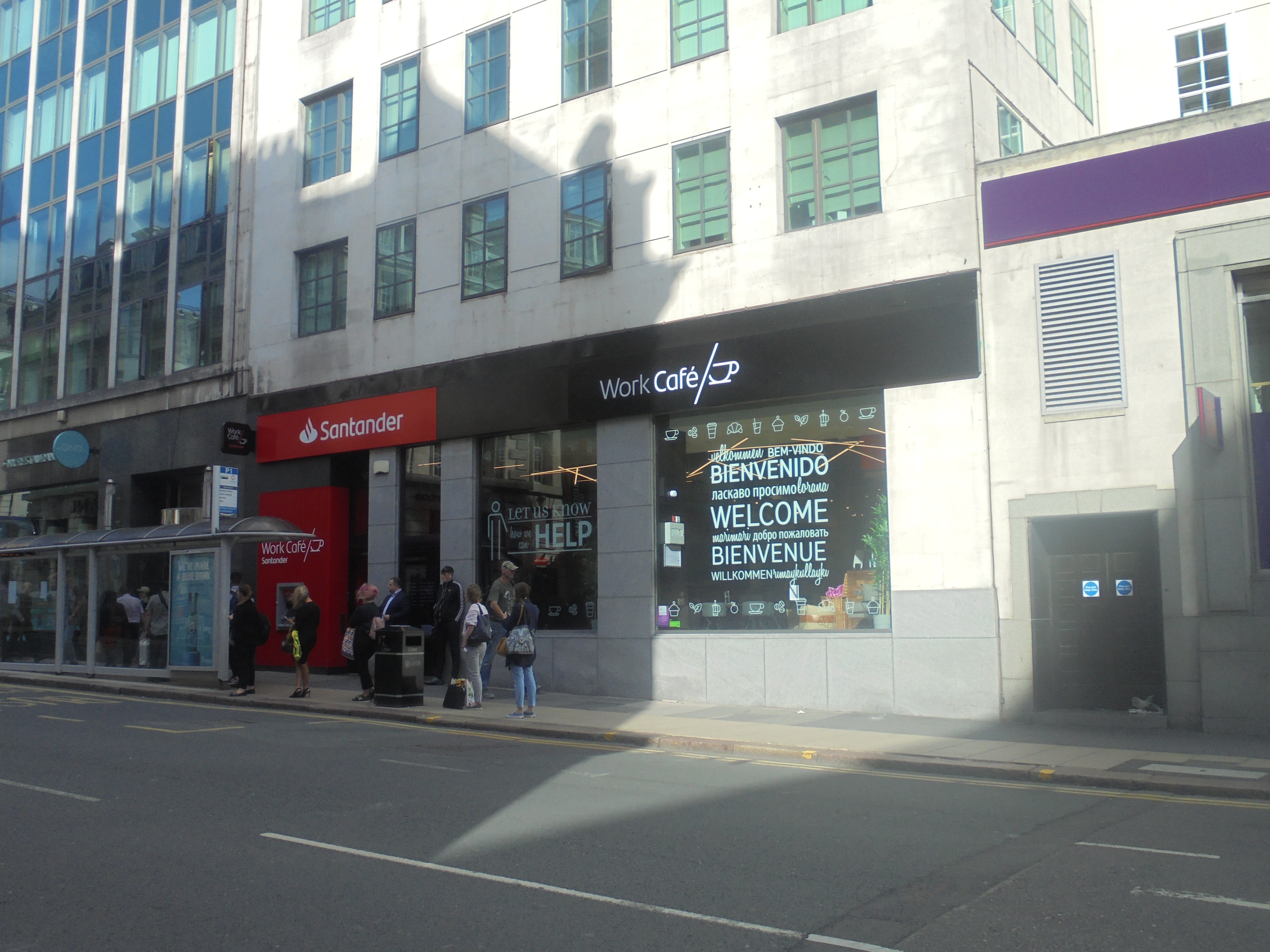
O Santander Work Café na Park Row, em Leeds.

O banco oferece uma ampla gama de contas pessoais, empresariais e corporativas, incluindo contas correntes, hipotecas, produtos de crédito, poupanças e investimentos. O Santander opera serviços de banco online, incluindo aplicativos móveis, e possui uma divisão de banco exclusivamente online chamada Cahoot. Hipotecas também são fornecidas através do Santander for Intermediaries, uma divisão do banco utilizada por corretores. As agências do banco na Ilha de Man e Jersey têm operado sob a marca Santander International desde 2016.
A divisão de Corporate and Commercial Banking do Santander opera a partir de vários centros regionais de negócios em todo o Reino Unido. Em maio de 2013, Ana Botin anunciou planos para dobrar o número de centros para 70 dentro de três anos. O Santander UK é autorizado pela Prudential Regulation Authority (Autoridade de Regulação Prudencial) e regulamentado tanto pela Financial Conduct Authority (Autoridade de Conduta Financeira) quanto pela Prudential Regulation Authority.[carece de fontes?]
Ele é um membro do Financial Services Compensation Scheme, UK Payments Administration, Bankers' Automated Clearing Services (BACS), Faster Payments Service, Clearing House Automated Payment System (CHAPS), Cheque and Credit Clearing Company, British Bankers' Association e segue o Lending Code.
Os códigos de classificação de conta (sort codes) de seis dígitos são usados na faixa entre 09-00-xx e 09-19-xx. Os códigos de classificação de conta (sort codes) para contas anteriormente mantidas pelo Alliance & Leicester estão na faixa de 09-01-31 a 09-01-36.
Em novembro de 2009, o Santander lançou a primeira conta corrente no Reino Unido sem taxas (incluindo taxas por descoberto não autorizado) para seus clientes atuais e futuros de hipoteca. Em janeiro de 2010, o banco começou a dispensar as taxas para os clientes que utilizavam os caixas eletrônicos (ATMs) do Santander na Espanha, que tradicionalmente teriam que pagar taxas por transações em moeda estrangeira.

## Patrocínios e embaixadores de marca

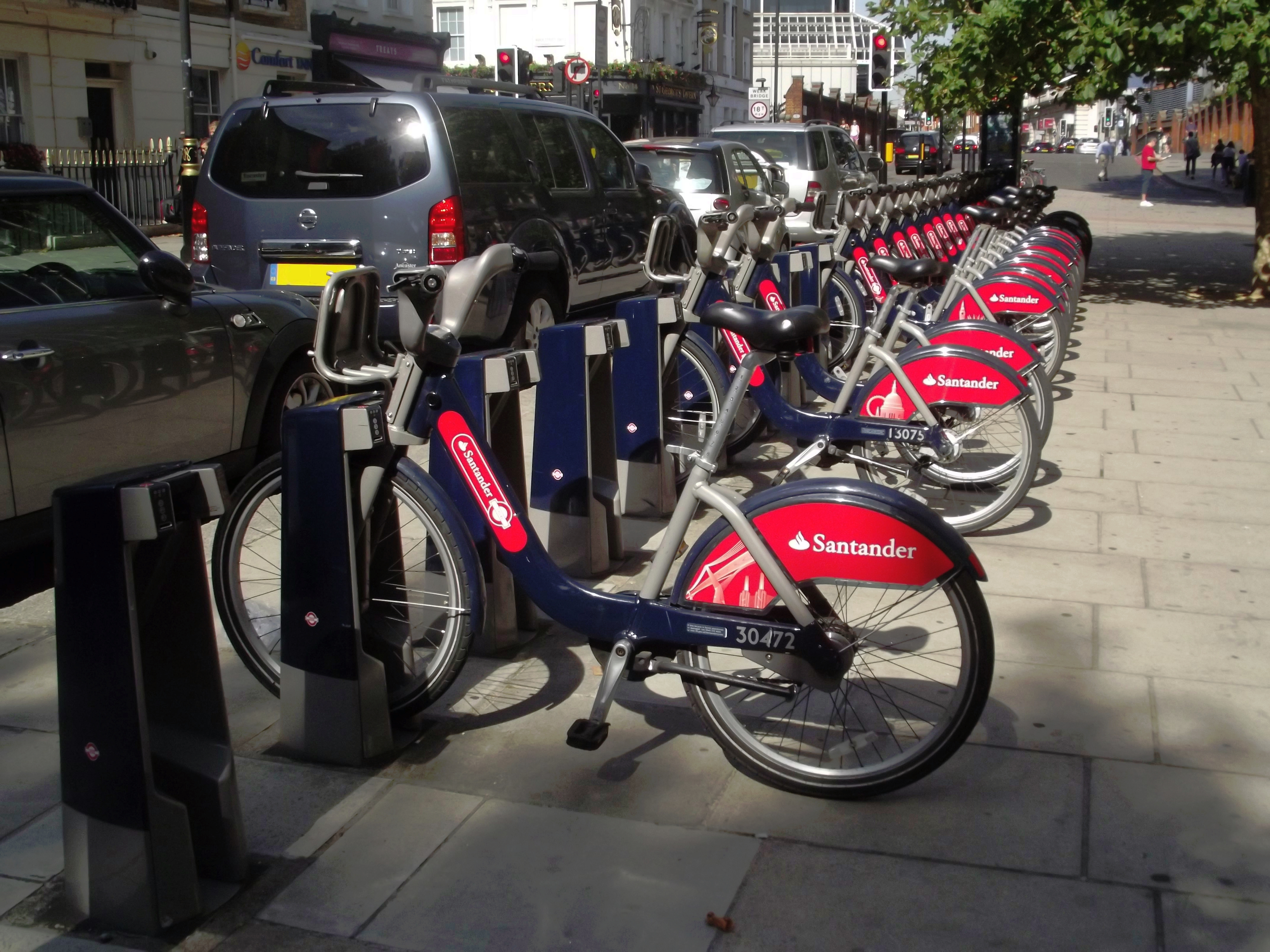
Bicicletas com a marca Santander em Londres.

O Santander tem patrocinado a equipe de Fórmula 1 da McLaren desde 2007. O Santander afirmou que seu patrocínio à McLaren aumentou o reconhecimento de sua marca no Reino Unido de 20% para 82%.[carece de fontes?] O banco anunciou um segundo patrocínio de equipe, com a Scuderia Ferrari, em 2009.
O golfista Rory McIlroy assinou um acordo de patrocínio com o banco em setembro de 2011, e em fevereiro de 2013, foi anunciado que a heptatleta britânica Jessica Ennis-Hill se tornaria embaixadora da marca.
Em junho de 2019, os apresentadores de TV Ant & Dec foram anunciados como novos embaixadores da marca, aparecendo frequentemente em suas campanhas de publicidade na televisão.
Em fevereiro de 2015, o Santander foi anunciado como o novo patrocinador do esquema de aluguel de bicicletas da Transport for London, com a marca Santander Cycles. O Santander substituiu o Barclays como patrocinador principal. O Santander também patrocina outros esquemas de aluguel de bicicletas em Leicester e Milton Keynes.